# 施洛紹奧厄河
48°58′1.57″N 13°6′21.55″E / 48.9671028°N 13.1059861°E

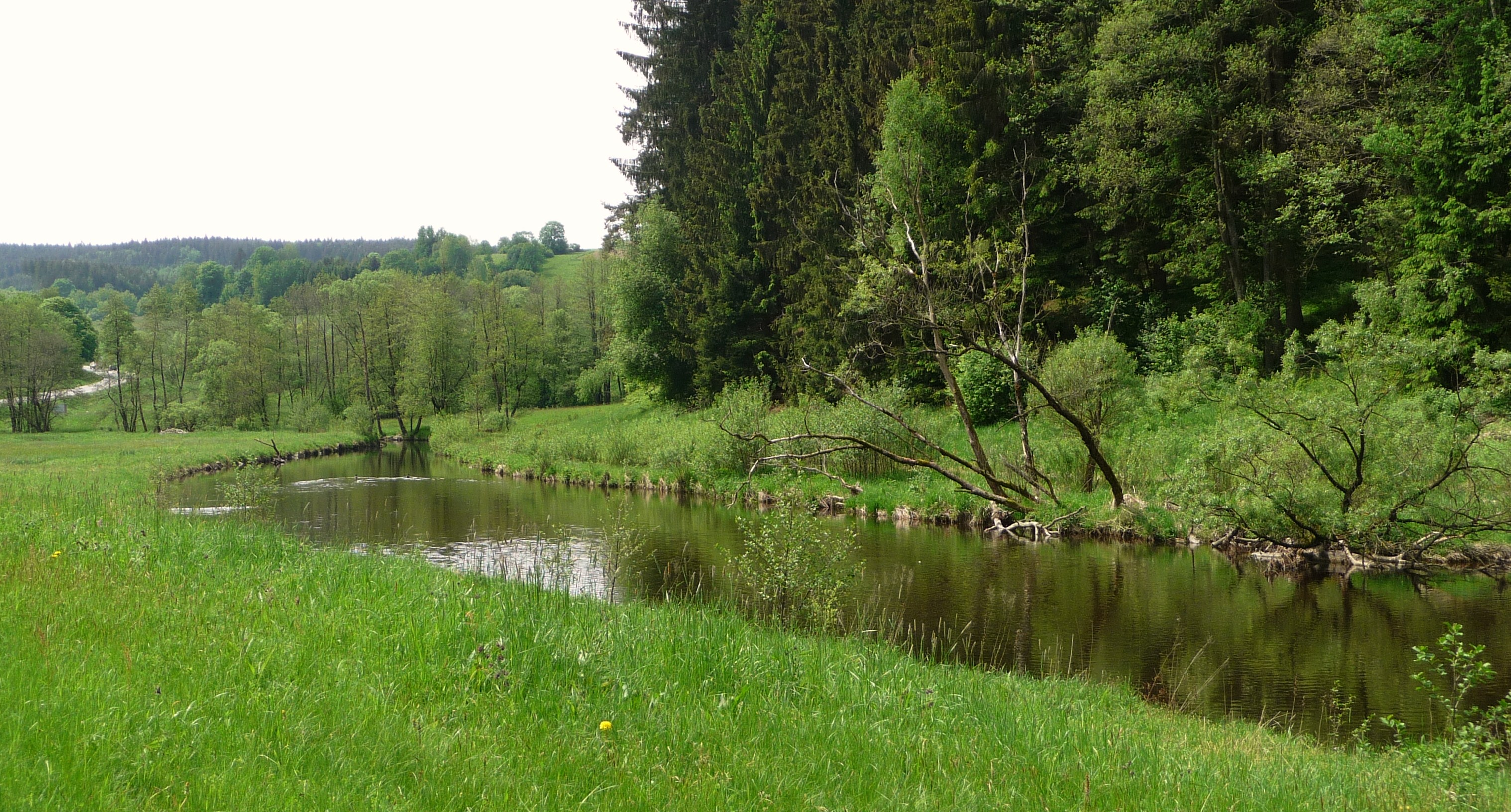

施洛紹奧厄河是德國的河流，位於該國東南部，由巴伐利亞負責管轄，屬於黑雷根河的左支流，河道全長17.2公里，流域面積79.1平方公里。